# Žumen čtyřhranný
Žumen čtyřhranný (Cissus quadrangularis) je liána, která roste v tropické Africe a jižních oblastech Asie. Je to jedna z nejčastěji používaných bylin v alternativní medicíně v Thajsku. Používají ji také v tradiční africké a ajurvédské medicíně.
Žumen čtyřhranný se ve východní medicíně běžně používá pro podporu normálního stavu kostí a hubnutí. Dále se používá ve východní medicíně také při onemocněních, jako je cukrovka, vysoký cholesterol, hemoroidy a mnoho dalších. Někdy bývá pěstována ve sbírkách sukulentů.

## Popis
Žumen čtyřhranný dosahuje výšky 1,5 m a má čtyřúhelníkové větve s internodii dlouhými 8–10 cm a širokými 1,2–1,5 cm. Na uzlinách se objevují zubaté trojlaločné listy široké 2–5 cm, opatřené úponky. Květenstvím jsou hrozny malých bílých, nažloutlých nebo nazelenalých květů; plody jsou kulovité bobule, ve zralosti červené.
Žumen čtyřhranný je stálezelená rychle rostoucí liána dorůstající do 5 m. Je mrazuvzdorný do zóny (UK) 10. Vhodná pro lehké (písčité), střední (hlinité) a těžké (jílovité) půdy, preferuje dobře odvodněnou půdu a může růst v půdě chudé na živiny. Vhodné pH je kyselé, neutrální a zásadité (zásadité), může růst i ve velmi kyselých a velmi zásaditých půdách. Nemůže růst ve stínu. Preferuje suchou nebo vlhkou půdu a snese i sucho.

## Užití ve východní medicíně
Extrakty a kapsle z žumenu čtyřhranného (Cissus quadrangularis) se po mnoho let ve východní medicíně používají k podpoře hojení kostí a tkání, jako analgetikum, k potalčení infekcí, jako anabolikum a k podpoře hubnutí a řízení hmotnosti. Studie na zvířatech a studie in vitro poskytují podklad pro použití žumenu při podpoře hojení zlomenin kostí a jako antiosteoporotikum. Několik studií na lidech podporuje použití extraktů žumenu při regulaci hmotnosti. Z extraktů žumenu byla izolována a identifikována široká škála chemických složek, včetně steroidů, flavonoidů, stilbenů, iridoidů, triterpenů a derivátů kyseliny gallové.
V experimentech na myších byl potvrzen protizánětlivý, protiedémový, analgetický a venotonický účinek. Tento účinek se využívá v ajurvédě i při problémech spojenými s hemoroidy. Žumen čtyřhranný dle studií ovlivňuje metabolismus kyseliny arachidonové a tím snižuje zánětlivou reakci v organismu. Při experimentech na myších byl v různých testech potvrzen antinociceptivní účinek. Analgetický účinek je výhodný také při podpoře hojení zlomenin.
Žumen čtyřhranný je bylina v Asii hojně využívaná zejména ke zmírnění hemoroidů. Extrakt je považován za relativně bezpečný a dle ajurvédské medicíny účinný při konzervativní léčbě hemoroidů.